# Amelungsburg (Lipper Bergland)

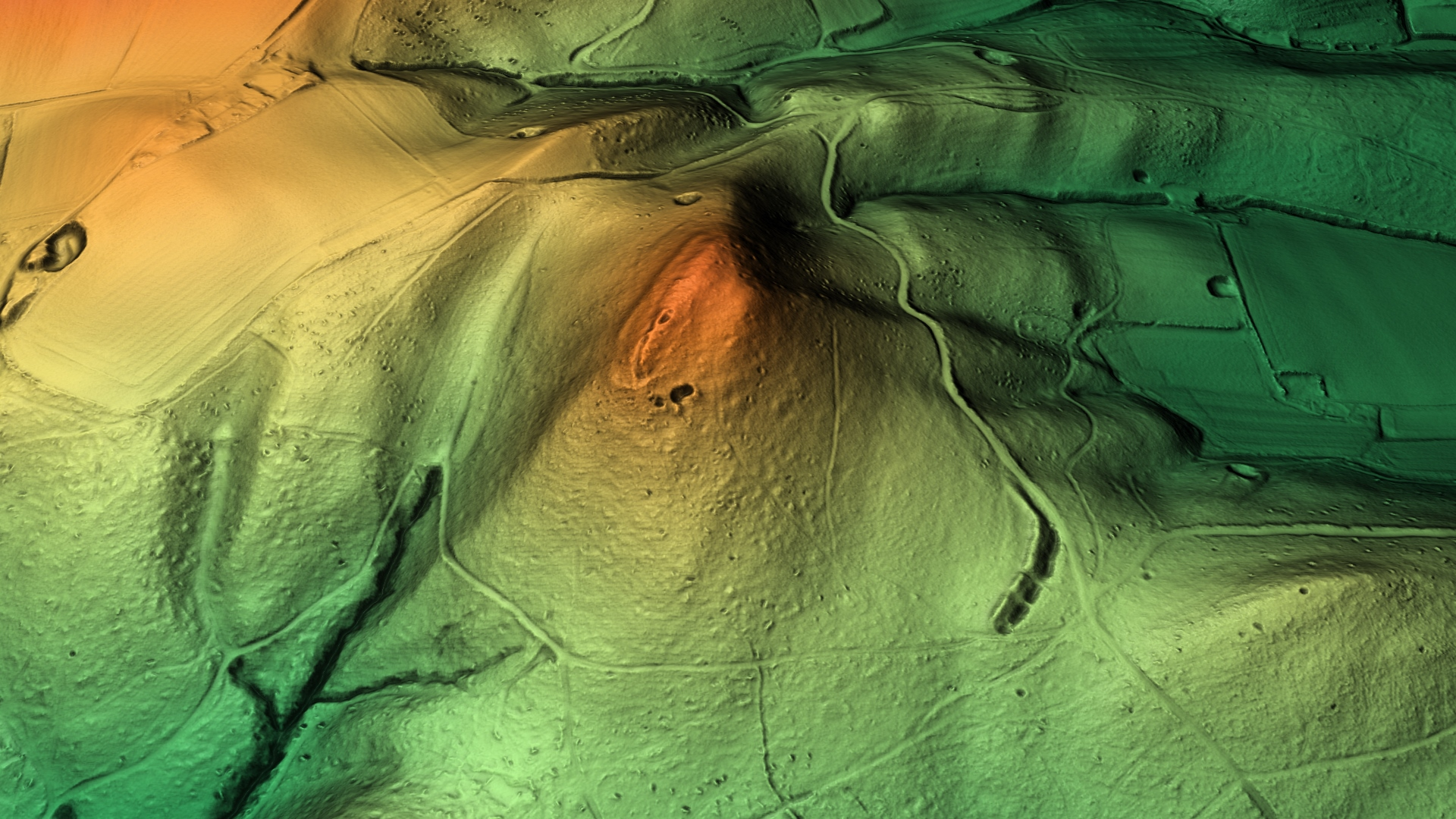
3D-Ansicht des digitalen Geländemodells

Die Amelungsburg ist ein 292 Meter hoher Berg des Lipper Berglandes in der Gemeinde Dörentrup, Kreis Lippe.
Die älteste schriftliche Erwähnung des Berges als Amelingesburg stammt von 1496. 
Auf der Kuppe des als Amelungsburg bezeichneten Berges befand sich vermutlich eine vorgelagerte Warte zu der sich in südwestlicher Spornlage befindlichen Wallanlage Piepenkopf. Die als Fluchtburg genutzte Wallanlage Piepenkopf konnte anhand von Brandfunden auf die Zeit um 250 v. Chr. datiert werden und gehört somit in die Latènezeit. Sichtbare Spuren einer Burg oder Warte sind auf der Amelungsburg nicht mehr vorhanden. Friedrich Hohenschwert, der ehemalige Leiter des Lippischen Landesmuseums, hält es für möglich, dass sich im Namen "Amelungsburg" der ursprüngliche Name der Wallanlage Piepenkopf erhalten hat.
Am Fuße der Amelungsburg, auf südwestlicher Seite, befindet sich ein heute noch gut erkennbarer etwa 2 m hoher und 130 m langer Wallabschnitt mit 1,5 m tiefem Graben. Der Wall wurde erstmals 1878 von Ludwig Hölzermann schriftlich erwähnt. Nachdem eine archäologische Probegrabung keine datierenden Funde geliefert hat, wird vermutet, dass dieser vorgelagerte Wall einige Jahrhunderte jüngeren Datums als die Wallanlage Piepenkopf ist und zur Bewachung des Wegesystems diente.

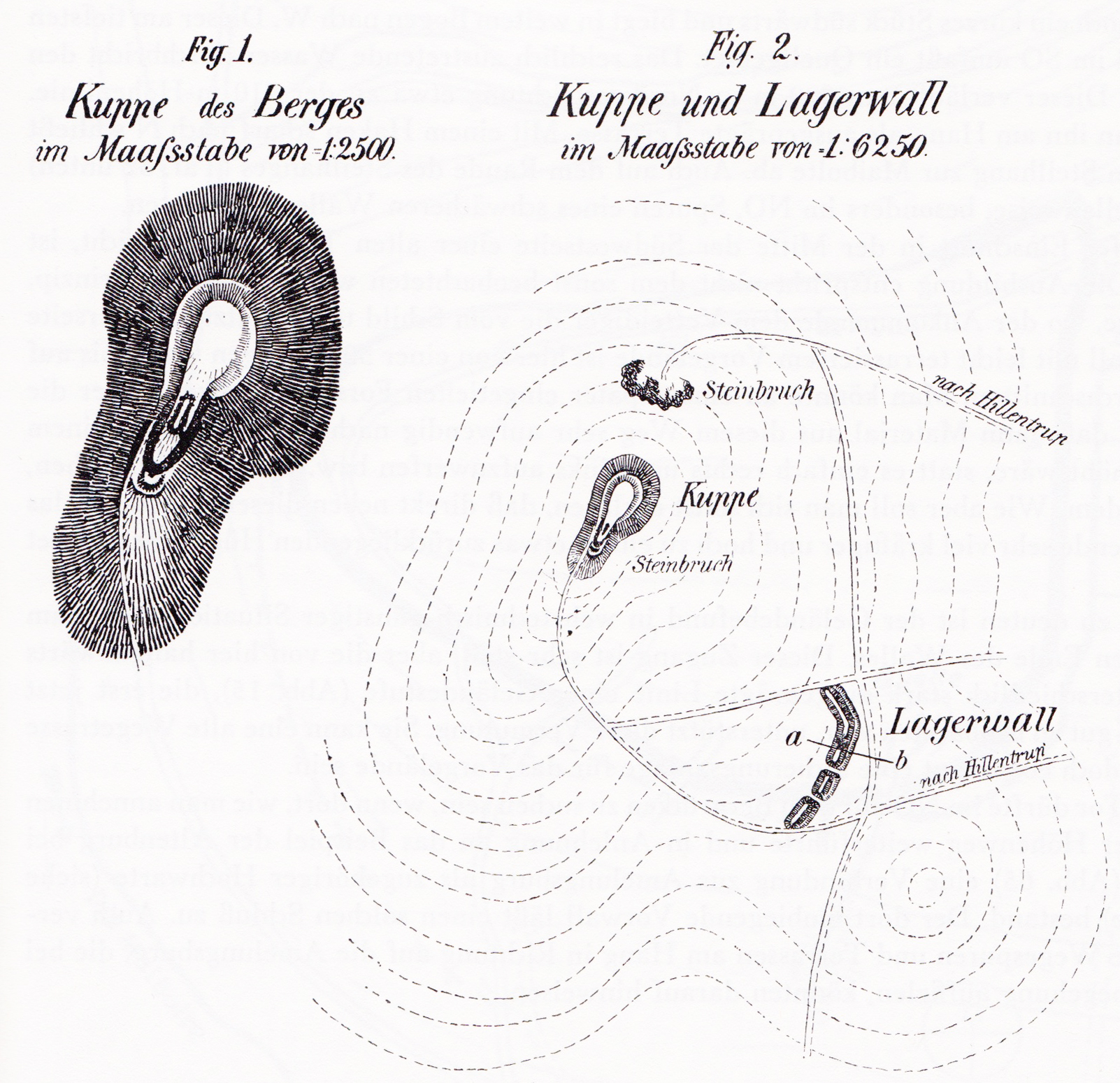
Lageplan der Amelungsburg von 1878